# راشل ریناست
راشل ریناست (انگلیسی: Rachel Rinast؛ زادهٔ ۲ ژوئن ۱۹۹۱) بازیکن فوتبال اهل آلمان است.
از باشگاه‌هایی که در آن بازی کرده‌است می‌توان به باشگاه فوتبال کلن اشاره کرد.
وی همچنین در تیم ملی فوتبال زنان سوئیس بازی کرده‌است.